# 작은붉은칼루타
작은붉은칼루타(Dasykaluta rosamondae)는 야행성의 육식성 유대류이다. 웨스턴 오스트레일리아 주의 건조 지대에서 발견된다. 몸길이는 9–11 cm, 몸무게는 20-40 g 정도이다. 포획된 상태에서 약 3년을 산다.